# Verein für Bewegungsspiele Stuttgart 1893 1983-1984
Questa voce raccoglie le informazioni riguardanti il Verein für Bewegungsspiele Stuttgart 1893 nelle competizioni ufficiali della stagione 1983-1984.

## Stagione
Nella stagione 1983-1984 il Stoccarda, allenato da Helmut Benthaus, concluse il campionato di Bundesliga al 1º posto. In Coppa di Germania il Stoccarda fu eliminato ai quarti di finale dal Werder Brema. In Coppa UEFA il Stoccarda fu eliminato al primo turno dal Levski Sofia.

## Rosa
| N. |                     | Ruolo | Calciatore        |
| -- | ------------------- | ----- | ----------------- |
| 6  | Germania (bandiera) | D     | Guido Buchwald    |
| 13 | Germania (bandiera) | D     | Günther Schäfer   |
|    | Germania (bandiera) | P     | Armin Jäger       |
|    | Germania (bandiera) | P     | Helmut Roleder    |
|    | Germania (bandiera) | P     | Gerhard Welz      |
|    | Germania (bandiera) | D     | Bernd Förster     |
|    | Germania (bandiera) | D     | Karlheinz Förster |
|    | Germania (bandiera) | D     | Hans-Peter Makan  |
|    | Germania (bandiera) | D     | Kurt Niedermayer  |
|    | Germania (bandiera) | D     | Rainer Zietsch    |

| N. |                     | Ruolo | Calciatore          |
| -- | ------------------- | ----- | ------------------- |
|    | Germania (bandiera) | C     | Karl Allgöwer       |
|    | Germania (bandiera) | C     | Thomas Kempe        |
|    | Germania (bandiera) | C     | Andreas Müller      |
|    | Germania (bandiera) | C     | Hermann Ohlicher    |
|    | Islanda (bandiera)  | C     | Ásgeir Sigurvinsson |
|    | Svezia (bandiera)   | A     | Dan Corneliusson    |
|    | Germania (bandiera) | A     | Achim Glückler      |
|    | Germania (bandiera) | A     | Walter Kelsch       |
|    | Germania (bandiera) | A     | Rudi Lorch          |
|    | Germania (bandiera) | A     | Peter Reichert      |

## Organigramma societario
Area tecnica
- Allenatore: Helmut Benthaus
- Allenatore in seconda: Willi Entenmann
- Preparatore dei portieri: Christoph Pfettenfeller
- Preparatori atletici: Bernd Schwab

## Calciomercato

### Sessione estiva
| Acquisti | Acquisti         | Acquisti             | Acquisti |
| R.       | Nome             | da                   | Modalità |
| -------- | ---------------- | -------------------- | -------- |
| D        | Guido Buchwald   | Kickers Stoccarda    |          |
| A        | Dan Corneliusson | IFK Göteborg         |          |
| A        | Achim Glückler   | Stoccarda (juniores) |          |
| P        | Armin Jäger      | Stoccarda II         |          |
| C        | Andreas Müller   | Stoccarda II         |          |
| P        | Gerhard Welz     | RW Oberhausen        |          |

| Cessioni | Cessioni            | Cessioni                  | Cessioni |
| R.       | Nome                | a                         | Modalità |
| -------- | ------------------- | ------------------------- | -------- |
| A        | Uwe Bialon          | BV 08 Lüttringhausen      |          |
| P        | Siegfried Grüninger | Friburgo                  |          |
| D        | Werner Habiger      | Norimberga                |          |
| C        | Arthur Jeske        | Kickers Stoccarda         |          |
| D        | Horst Schlierer     | K Waterschei SV Thor Genk |          |
| A        | Didier Six          | Mulhouse                  |          |
| C        | Gunnar Weiß         | Ulma                      |          |

### Sessione invernale
| Acquisti | Acquisti | Acquisti | Acquisti |
| R.       | Nome     | da       | Modalità |
| -------- | -------- | -------- | -------- |

| Cessioni | Cessioni | Cessioni | Cessioni |
| R.       | Nome     | a        | Modalità |
| -------- | -------- | -------- | -------- |

## Risultati

### Bundesliga

#### Girone di andata
| Arbitro: | Wippker |

|                                |           |  |
| Ohlicher 37’, 76’ Reichert 87’ | Marcatori |  |

| Arbitro: | Assenmacher |

|                              |           |                               |
| Brehme 4’ (rig.) Brummer 68’ | Marcatori | 14’ Corneliusson 67’ Allgöwer |

| Stoccarda 23 agosto 1983, ore 20:00 CEST 3ª giornata | Stoccarda  | 0 – 0 referto | Waldhof Mannheim | Neckarstadion (55 000 spett.)\| Arbitro: \| Eschweiler \| |
| Arbitro:                                             | Eschweiler |               |                  |                                                           |

| Arbitro: | Roth |

|  |           |                                              |
|  | Marcatori | 30’ Förster 48’ Niedermayer 77’ Corneliusson |

| Arbitro: | Retzmann |

|                                       |           |                          |
| Corneliusson 50’, 83’, 86’ Müller 77’ | Marcatori | 18’ Benatelli 60’ Oswald |

| Arbitro: | Heitmann |

|                                          |           |                              |
| Gulich 25’ Funkel 42’ (rig.), 78’ (rig.) | Marcatori | 28’ Corneliusson 70’ Schäfer |

| Stoccarda 17 settembre 1983, ore 15:30 CEST 7ª giornata | Stoccarda | 0 – 0 referto | Borussia M'gladbach | Neckarstadion (20 400 spett.)\| Arbitro: \| Gächter \| |
| Arbitro:                                                | Gächter   |               |                     |                                                        |

| Arbitro: | Horeis |

|                  |           |              |
| Röber 49’ (rig.) | Marcatori | 57’ Allgöwer |

| Arbitro: | Hontheim |

|                                         |           |                        |
| Müller 37’ Niedermayer 62’ Allgöwer 80’ | Marcatori | 79’ Allofs 85’ Fischer |

| Bielefeld 15 ottobre 1983, ore 15:30 CET 10ª giornata | Arminia Bielefeld | 0 – 0 referto | Stoccarda | Bielefelder Alm (19 800 spett.)\| Arbitro: \| Föckler \| |
| Arbitro:                                              | Föckler           |               |           |                                                          |

| Arbitro: | Tritschler |

|            |           |  |
| Kelsch 56’ | Marcatori |  |

| Arbitro: | Retzmann |

|                          |           |  |
| Zewe 12’ Thiele 26’, 39’ | Marcatori |  |

| Arbitro: | Pauly |

|                                                                                 |           |  |
| Allgöwer 46’, 48’, 87’ Schäfer 50’ Kelsch 66’ (rig.) Sigurvinsson 73’ Kempe 76’ | Marcatori |  |

| Arbitro: | Ahlenfelder |

|           |           |                                  |
| Trapp 38’ | Marcatori | 47’ Niedermayer 80’ Sigurvinsson |

| Arbitro: | Schmidhuber |

|              |           |                                            |
| Svensson 12’ | Marcatori | 17’ Allgöwer 55’ Sigurvinsson 72’ Reichert |

| Arbitro: | Niebergall |

|                                      |           |  |
| Kelsch 62’ Allgöwer 69’ Reichert 79’ | Marcatori |  |

| Arbitro: | Eschweiler |

|  |           |                               |
|  | Marcatori | 67’ Corneliusson 88’ Allgöwer |

#### Girone di ritorno
| Arbitro: | Barnick |

|                |           |  |
| Kindermann 80’ | Marcatori |  |

| Arbitro: | Wahmann |

|                                                          |           |            |
| Corneliusson 18’, 30’, 79’ Reichert 55’ Sigurvinsson 90’ | Marcatori | 89’ Allofs |

| Arbitro: | Wuttke |

|                     |           |                               |
| Walter 8’ Schön 38’ | Marcatori | 48’ Corneliusson 83’ Reichert |

| Arbitro: | Wiesel |

|                                       |           |                 |
| Reichert 37’ Ohlicher 44’ Förster 60’ | Marcatori | 86’ (rig.) Zorc |

| Arbitro: | Hontheim |

|  |           |           |
|  | Marcatori | 9’ Müller |

| Arbitro: | Föckler |

|                                                                   |           |  |
| Ohlicher 27’ Sigurvinsson 45’ (rig.) Corneliusson 47’ Förster 88’ | Marcatori |  |

| Arbitro: | Heitmann |

|                    |           |  |
| Bruns 53’ Mill 76’ | Marcatori |  |

| Arbitro: | Umbach |

|                           |           |                     |
| Reichert 18’ Allgöwer 66’ | Marcatori | 53’ Zechel 70’ Bast |

| Arbitro: | Niebergall |

|                 |           |                   |
| Fischer 8’, 31’ | Marcatori | 38’, 63’ Reichert |

| Arbitro: | Werner |

|              |           |  |
| Buchwald 54’ | Marcatori |  |

| Arbitro: | Ahlenfelder |

|                       |           |                              |
| Grobe 15’, 49’ (rig.) | Marcatori | 17’ Förster 67’ Sigurvinsson |

| Arbitro: | Barnick |

|                                                                                |           |  |
| Reichert 29’ Sigurvinsson 35’ (rig.) Ohlicher 45’, 56’ Buchwald 74’ Müller 78’ | Marcatori |  |

| Arbitro: | Wahmann |

|  |           |                                                                         |
|  | Marcatori | 10’ Allgöwer 16’ Ohlicher 40’, 69’ Sigurvinsson 73’ Müller 90’ Reichert |

| Arbitro: | Wippker |

|                                                                  |           |           |
| Makan 27’ Buchwald 32’ Reichert 36’ Sigurvinsson 54’ (rig.), 82’ | Marcatori | 63’ Trapp |

| Arbitro: | Neuner |

|                          |           |                         |
| Reichert 8’ Allgöwer 21’ | Marcatori | 85’ Berthold 90’ Müller |

| Arbitro: | Theobald |

|              |           |                               |
| Möhlmann 72’ | Marcatori | 62’ Sigurvinsson 82’ Ohlicher |

| Arbitro: | Eschweiler |

|  |           |              |
|  | Marcatori | 85’ Milewski |

### Coppa di Germania
| Arbitro: | Theobald |

|  |           |              |
|  | Marcatori | 52’ Buchwald |

| Arbitro: | Wahmann |

|           |           |                                                                                           |
| Faust 65’ | Marcatori | 1’, 28’ (rig.) Allgöwer 25’, 56’ Makan 32’ Corneliusson 84’ Förster 86’ Zietsch 90’ Kempe |

| Arbitro: | Assenmacher |

|              |           |             |
| Buchwald 81’ | Marcatori | 27’ Hartwig |

| Arbitro: | Stäglich |

|                                   |           |                                             |
| Rolff 34’ Hartwig 58’ Jakobs 101’ | Marcatori | 1’, 86’ Reichert 99’ Allgöwer 109’ Buchwald |

| Arbitro: | Pauly |

|           |           |  |
| Sidka 90’ | Marcatori |  |

### Coppa UEFA
| Arbitro: | Bridges |

|            |           |             |
| Kelsch 76’ | Marcatori | 78’ Valchev |

| Arbitro: | Schoeters |

|             |           |  |
| Valchev 89’ | Marcatori |  |

## Statistiche

### Statistiche di squadra
| Competizione      | Punti | In casa | In casa | In casa | In casa | In casa | In casa | In trasferta | In trasferta | In trasferta | In trasferta | In trasferta | In trasferta | Totale | Totale | Totale | Totale | Totale | Totale | DR  |
| Competizione      | Punti | G       | V       | N       | P       | Gf      | Gs      | G            | V            | N            | P            | Gf           | Gs           | G      | V      | N      | P      | Gf     | Gs     | DR  |
| ----------------- | ----- | ------- | ------- | ------- | ------- | ------- | ------- | ------------ | ------------ | ------------ | ------------ | ------------ | ------------ | ------ | ------ | ------ | ------ | ------ | ------ | --- |
| Bundesliga        | 48    | 17      | 12      | 4       | 1       | 49      | 12      | 17           | 7            | 6            | 4            | 30           | 21           | 34     | 19     | 10     | 5      | 79     | 33     | +46 |
| Coppa di Germania | -     | 1       | 0       | 1       | 0       | 1       | 1       | 4            | 3            | 0            | 1            | 13           | 5            | 5      | 3      | 1      | 1      | 14     | 6      | +8  |
| Coppa UEFA        | -     | 1       | 0       | 1       | 0       | 1       | 1       | 1            | 0            | 0            | 1            | 0            | 1            | 2      | 0      | 1      | 1      | 1      | 2      | -1  |
| Totale            | 48    | 19      | 12      | 6       | 1       | 51      | 14      | 22           | 10           | 6            | 6            | 43           | 27           | 41     | 22     | 12     | 7      | 94     | 41     | +53 |

### Andamento in campionato
| Giornata  | 1 | 2 | 3 | 4 | 5 | 6 | 7 | 8 | 9 | 10 | 11 | 12 | 13 | 14 | 15 | 16 | 17 | 18 | 19 | 20 | 21 | 22 | 23 | 24 | 25 | 26 | 27 | 28 | 29 | 30 | 31 | 32 | 33 | 34 |
| --------- | - | - | - | - | - | - | - | - | - | -- | -- | -- | -- | -- | -- | -- | -- | -- | -- | -- | -- | -- | -- | -- | -- | -- | -- | -- | -- | -- | -- | -- | -- | -- |
| Luogo     | C | T | C | T | C | T | C | T | C | T  | C  | T  | C  | T  | T  | C  | T  | T  | C  | T  | C  | T  | C  | T  | C  | T  | C  | T  | C  | T  | C  | C  | T  | C  |
| Risultato | V | N | N | V | V | P | N | N | V | N  | V  | P  | V  | V  | V  | V  | V  | P  | V  | N  | V  | V  | V  | P  | N  | N  | V  | N  | V  | V  | V  | N  | V  | P  |
| Posizione | 1 | 4 | 4 | 3 | 1 | 4 | 4 | 5 | 3 | 3  | 2  | 6  | 3  | 1  | 1  | 1  | 1  | 2  | 2  | 1  | 2  | 1  | 1  | 1  | 3  | 3  | 2  | 2  | 1  | 1  | 1  | 1  | 1  | 1  |

Legenda:

Luogo: C = Casa; T = Trasferta. Risultato: V = Vittoria; N = Pareggio; P = Sconfitta.

### Statistiche dei giocatori
!! colspan="4" | Totale

| Giocatore       | Bundesliga | Bundesliga | Bundesliga  | Bundesliga | Coppa di Germania | Coppa di Germania | Coppa di Germania | Coppa di Germania | Coppa UEFA K. Allgöwer | Coppa UEFA K. Allgöwer | Coppa UEFA K. Allgöwer | Coppa UEFA K. Allgöwer | 29       | 12   | 3           | 0          | 4 | 3 | 1 | 0 | 2 | 0 | 0 | 0 | 35 | 15 | 4 | 0 |
| Giocatore       | Presenze   | Reti       | Ammonizioni | Espulsioni | Presenze          | Reti              | Ammonizioni       | Espulsioni        | Presenze               | Reti                   | Ammonizioni            | Espulsioni             | Presenze | Reti | Ammonizioni | Espulsioni |   |   |   |   |   |   |   |   |    |    |   |   |
| G. Buchwald     | 34         | 3          | 3           | 0          | 5                 | 3                 | 1                 | 0                 | 1                      | 0                      | 0                      | 0                      | 40       | 6    | 4           | 0          |   |   |   |   |   |   |   |   |    |    |   |   |
| D. Corneliusson | 28         | 12         | 0           | 0          | 5                 | 1                 | 1                 | 0                 | 2                      | 0                      | 0                      | 0                      | 35       | 13   | 1           | 0          |   |   |   |   |   |   |   |   |    |    |   |   |
| B. Förster      | 31         | 2          | 9           | 0          | 4                 | 1                 | 2                 | 0                 | 2                      | 0                      | 0                      | 0                      | 37       | 3    | 11          | 0          |   |   |   |   |   |   |   |   |    |    |   |   |
| K. Förster      | 29         | 2          | 8           | 0          | 3                 | 0                 | 0                 | 0                 | 2                      | 0                      | 0                      | 0                      | 34       | 2    | 8           | 0          |   |   |   |   |   |   |   |   |    |    |   |   |
| A. Glückler     | 1          | 0          | 0           | 0          | 0                 | 0                 | 0                 | 0                 | 0                      | 0                      | 0                      | 0                      | 1        | 0    | 0           | 0          |   |   |   |   |   |   |   |   |    |    |   |   |
| A. Jäger        | 6          | 0          | 0           | 0          | 0                 | 0                 | 0                 | 0                 | 0                      | 0                      | 0                      | 0                      | 6        | 0    | 0           | 0          |   |   |   |   |   |   |   |   |    |    |   |   |
| W. Kelsch       | 29         | 3          | 2           | 0          | 5                 | 0                 | 1                 | 0                 | 2                      | 1                      | 0                      | 0                      | 36       | 4    | 3           | 0          |   |   |   |   |   |   |   |   |    |    |   |   |
| T. Kempe        | 13         | 1          | 3           | 0          | 2                 | 1                 | 1                 | 0                 | 2                      | 0                      | 0                      | 0                      | 17       | 2    | 4           | 0          |   |   |   |   |   |   |   |   |    |    |   |   |
| R. Lorch        | 1          | 0          | 0           | 0          | 1                 | 0                 | 0                 | 0                 | 0                      | 0                      | 0                      | 0                      | 2        | 0    | 0           | 0          |   |   |   |   |   |   |   |   |    |    |   |   |
| H. Makan        | 24         | 1          | 3           | 0          | 4                 | 2                 | 1                 | 0                 | 0                      | 0                      | 0                      | 0                      | 28       | 3    | 4           | 0          |   |   |   |   |   |   |   |   |    |    |   |   |
| A. Müller       | 20         | 5          | 2           | 0          | 1                 | 0                 | 0                 | 0                 | 2                      | 0                      | 0                      | 0                      | 23       | 5    | 2           | 0          |   |   |   |   |   |   |   |   |    |    |   |   |
| K. Niedermayer  | 27         | 3          | 1           | 0          | 3                 | 0                 | 0                 | 0                 | 2                      | 0                      | 0                      | 0                      | 32       | 3    | 1           | 0          |   |   |   |   |   |   |   |   |    |    |   |   |
| H. Ohlicher     | 32         | 8          | 3           | 0          | 3                 | 0                 | 0                 | 0                 | 2                      | 0                      | 0                      | 0                      | 37       | 8    | 3           | 0          |   |   |   |   |   |   |   |   |    |    |   |   |
| P. Reichert     | 31         | 13         | 1           | 0          | 5                 | 2                 | 0                 | 0                 | 2                      | 0                      | 0                      | 0                      | 38       | 15   | 1           | 0          |   |   |   |   |   |   |   |   |    |    |   |   |
| H. Roleder      | 29         | 0          | 1           | 0          | 5                 | 0                 | 0                 | 0                 | 2                      | 0                      | 0                      | 0                      | 36       | 0    | 1           | 0          |   |   |   |   |   |   |   |   |    |    |   |   |
| G. Schäfer      | 26         | 2          | 8           | 0          | 4                 | 0                 | 0                 | 0                 | 1                      | 0                      | 0                      | 0                      | 31       | 2    | 8           | 0          |   |   |   |   |   |   |   |   |    |    |   |   |
| Á. Sigurvinsson | 31         | 12         | 1           | 0          | 4                 | 0                 | 0                 | 0                 | 2                      | 0                      | 0                      | 0                      | 37       | 12   | 1           | 0          |   |   |   |   |   |   |   |   |    |    |   |   |
| G. Welz         | 0          | 0          | 0           | 0          | 0                 | 0                 | 0                 | 0                 | 0                      | 0                      | 0                      | 0                      | 0        | 0    | 0           | 0          |   |   |   |   |   |   |   |   |    |    |   |   |
| R. Zietsch      | 10         | 0          | 0           | 0          | 4                 | 1                 | 0                 | 0                 | 0                      | 0                      | 0                      | 0                      | 14       | 1    | 0           | 0          |   |   |   |   |   |   |   |   |    |    |   |   |